# Glossario economico
Questa lista è suscettibile di variazioni e potrebbe essere incompleta o non aggiornata.

Il presente glossario contiene termini ed espressioni usate nel campo dell'economia e della finanza. Se cerchi invece un elenco di tutti gli articoli riguardanti l'economia, consulta la Categoria:Economia.

## A
- Acquisizione: operazione mediante la quale un'impresa diventa proprietaria o controllante di un'altra.
- Ammortamento: procedimento di distribuzione su più esercizi dei costi di beni a utilità pluriennale.
- Analisi di bilancio: studio del bilancio di esercizio e dei dati da questo ricavabili per comprendere la gestione economica, finanziaria e patrimoniale di un'azienda
- Antitrust: il complesso delle norme giuridiche che sono poste a tutela della concorrenza sui mercati economici e, per estensione, l'organo o autorità che vigila sull'osservanza e il rispetto di tali norme
- Avversione al rischio: l'atteggiamento di un agente economico nei confronti del rischio che lo porta a preferire sempre un ammontare certo rispetto a una quantità aleatoria
- Azienda: complesso di beni organizzati dall'imprenditore per l'esercizio di un'attività economica
- Azione: titolo rappresentativo di una quota della proprietà di una società
  - Azione di risparmio: titolo di proprietà di una società che non dà diritto di voto alle assemblee ordinarie e straordinarie ma prevede un dividendo maggiorato rispetto ai soci ordinari.

## B
- Banca: un'impresa che svolge i compiti di fornire alla clientela mezzi di pagamento e di intermediazione tra offerta e domanda di capitali, i primi provenienti per lo più dalle famiglie, i secondi domandati soprattutto dalle imprese.
  - Banca centrale: istituzione indipendente che si occupa di gestire la politica monetaria di un paese o di un'area economica che condivide la medesima moneta.
  - Banca etica: banca che opera sul mercato finanziario con criteri legati all'etica
  - Banca dei poveri: banca che opera nel campo della microfinanza con importi unitari molto bassi (equivalenti a pochi euro o decine di euro) a soggetti che il settore bancario tradizionale considera "non solvibili".
- Baratto: operazione di scambio bilaterale o multilaterale di beni o servizi fra due o più soggetti economici (individui, imprese, enti, governi, ecc.) senza uso di moneta.
- Bilancio: È un documento amministrativo/contabile che serve a documentare la gestione dell'impresa. Il termine bilancio può riferirsi a significati diversi.
- Black-Scholes: modello per stabilire il prezzo equo (fair value) di strumenti finanziari detti derivati, in particolare (originariamente) delle stock option, ovvero opzioni su azioni
- Bolla speculativa: fase di un qualsiasi mercato caratterizzata da un aumento considerevole e ingiustificato dei prezzi, dovuto ad una crescita della domanda repentina e limitata nel tempo.
- Bond, vd. Obbligazione
- Buono Ordinario del Tesoro (BOT): un titolo senza cedola, di durata inferiore o uguale ai 12 mesi, emesso dal governo italiano per finanziare il debito pubblico.
- Broker: intermediario finanziario che offre un servizio di negoziazione di titoli per conto terzi

## C
- Call, vd. Opzione call
- Capitale circolante netto (CCN): è l'ammontare di risorse che compongono e finanziano l'attività operativa di un'azienda ed è un indicatore utilizzato allo scopo di verificare l'equilibrio finanziario dell'impresa nel breve termine.
- Capitalismo
- Capitalizzazione
  - Capitalizzazione azionaria: valore complessivo delle azioni di una società quotata in Borsa.
  - Capitalizzazione finanziaria l'operazione con cui si calcola il valore futuro di un capitale disponibile al tempo presente.
- Capital asset pricing model (CAPM)
- Cash flow, vd. Flusso di cassa
  - Unlevered Free Cash Flow
  - Flow to Equity
- Certificato del tesoro zero-coupon (CTZ)
- Commercio
  - Commercio alternativo tutti gli scambi basati sui medesimi principi di eticità e di consumo critico, effettuati anche localmente.
  - Commercio equo e solidale forma di attività commerciale, nella quale l'obiettivo primario non è la massimizzazione del profitto, bensì la lotta allo sfruttamento e alla povertà legate a cause economiche o politiche o sociali.
- Commodity: materie prime o altri beni assolutamente standardizzati.
- Compensazione: meccanismo che permette di regolare i rapporti di dare e avere generati da transazioni finanziarie.
- Composizione organica del capitale
- Consensus: la media ponderata delle previsioni degli analisti (forecasts) sui risultati di un'azienda
- Consob: autorità amministrativa indipendente italiana, la cui attività è rivolta alla tutela degli investitori
- Consumo Per consumo si intende qualsiasi attività di fruizione di beni e servizi da parte di individui, di imprese o della pubblica amministrazione che ne implichi il possesso o la distruzione materiale o la distruzione figurata (nel caso dei servizi).

Si suole distinguere tra consumi intermedi e consumi finali. I primi si verificano quando i beni e i servizi prodotti vengono impiegati da un'impresa nella produzione di altri beni e servizi. I consumi finali comportano un uguale impiego con relativa distruzione di beni da parte di singoli individui.
- Contante: il denaro concretamente rappresentato da monete e banconote.
- Contratto a termine
- Coordinate bancarie codici o diciture che permettono di identificare un rapporto di conto corrente esistente presso un istituto bancario
- Corporativismo
- Credito sociale
- Curva di Lorenz
- Curve di indifferenza

## D
- Debito In diritto, si definisce Debito il dovere giuridico di eseguire una determinata prestazione avente un valore economico nei confronti di un soggetto determinato. Inteso in senso soggettivo il debito rientra nella più ampia categoria del dovere giuridico e si distingue dunque dalla facoltà la quale lascia alla volontà libera scelta, non ponendole esigenze di sorta. L'opposto di debito è Credito.
  - Debito del Terzo Mondo
  - Debito pubblico
- Deficit
  - Deficit pubblico situazione economica in cui le uscite dello stato in un dato periodo superano le entrate dello stato nello stesso periodo
- Delocalizzazione
- Delta (opzioni)
- Demurrage
- Denaro il prezzo più alto che un compratore è disposto ad offrire per un titolo.
- Derivato, vd. Strumento derivato o Mercato derivato
- Distributismo
- Dividendo quella parte di utile che viene consegnato (in gergo: distribuito) da una società ai suoi azionisti.
- Domanda
- Duration di portafoglio durata finanziaria residua media dei titoli contenuti in un determinato portafoglio
- Dumping vendita di un bene o di un servizio su di un mercato estero (mercato di importazione) ad un prezzo inferiore a quello di vendita (o, addirittura, a quello di produzione) del medesimo prodotto sul mercato di origine (mercato di esportazione).

## E
- Ebitda, Earnings Before Interest, Taxes, Depreciation and Amortization, o MOL (margine operativo lordo) in italiano, è un indicatore di redditività che evidenzia il reddito di un'azienda basato solo sulla sua gestione caratteristica al lordo, quindi, di interessi (gestione finanziaria), tasse (gestione fiscale), deprezzamento di beni e ammortamenti
- Econofisica
- Econometria branca della statistica che si occupa dell'analisi dei fenomeni economici
- Economia
  - Economia e politica agraria branca dell'economia che studia il settore agrico
  - Economia aziendale
  - Economia bancaria
  - Economia del dono
  - Economia ecologica
  - Economia industriale
  - Economia dell'informazione
  - Economia internazionale
  - Economia del lavoro
  - Economia dei media
  - Economia monetaria
  - Economia relazionale
  - Economia dello sviluppo
  - Economia dei beni culturali
  - Economia dell'ambiente
- Economie di scala relazione esistente tra aumento della scala di produzione e diminuzione del costo medio unitario di produzione
- Economicità capacità di un'azienda di perdurare nel tempo massimizzando l'utilità delle risorse impiegate
- Effetto Forrester
- Elasticità
  - Elasticità di output
  - Elasticità di scala
  - Elasticità di sostituzione
  - Elasticità incrociata
- Equity ratio percentuale di possesso di una società capogruppo, in una società controllata indirettamente per il tramite di altre società
- Esportazione (commercio)
- Esternalità
- Exchange-traded fund (ETF)

## F
- Fabbisogno
- Finanza
  - Finanza d'impresa
- Finanza etica
- Finanziaria, vd. Legge finanziaria
- Fiscalità monetaria
- Flottante
- Flusso di cassa o cash flow è la somma del reddito netto di una società, degli ammortamenti e degli accantonamenti a riserva 
  - Unlevered Free Cash Flow
  - Flow to Equity
- Fondo Monetario Internazionale (FMI)
- Formula di Black
- Formula di Black e Scholes
- Franchising accordo di collaborazione che vede da una parte un'azienda con una formula commerciale consolidata (affiliante, o franchisor) e dall'altra una società o una persona fisica (affiliato, o franchisee) che aderisce a questa formula
- Frazionamento azionario
- Front running
- Frontiera dei portafogli
- Funzione di costo
- Funzione di distanza
- Funzione di produzione
  - Funzione di produzione Cobb-Douglas
  - Funzione di produzione CES (Constant Elasticity of Substitution)
  - Funzione di produzione translogaritmica
- Funzione di utilità
  - Funzione di utilità Cobb-Douglas
  - Funzione di utilità CES (Constant Elasticity of Substitution)
  - Funzione di utilità CARA (Constant Absolute Risk Adversion)
  - Funzione di utilità CRRA (Constant Relative Risk Adversion)
- Funzione monetaria
- Funzione translogaritmica
- Fusione (finanza)
- Future contratto a termine standardizzato per poter essere negoziato facilmente in Borsa

## G
- Gamma (opzioni)
- GATT (General Agreement on Tariffs and Trade - Accordo generale sulle tariffe ed il commercio)
- Globalizzazione
- Greche
- Gettito
- Guadagno risultato economico positivo ottenuto dall'esercizio di un'attività e fornito dalla differenza (positiva) tra l'ammontare totale dei ricavi e quello dei costi sostenuti per l'esercizio della stessa

## I
- IMF, vd. Fondo Monetario Internazionale
- Imprenditore persona o un ente che esercita professionalmente un'attività economica organizzata al fine della produzione o della scambio di beni o di servizi
- Inerzia fiscale
- Inflazione
- Interesse, vedi anche Tasso d'interesse
- Iperinflazione situazione di inflazione particolarmente elevata.
- Indice di Divisia
- Indice di Fisher
- Indice di Laspeyres: indice utilizzato per misurare la variazione nei volumi o nei prezzi di determinati aggregati.
- Indice di Malmquist
- Indice di Paasche utilizzato per misurare la variazione nei volumi o nei prezzi di determinati aggregati
- Indice di Törnqvist
- Isocosto
- Isoquanto
- Investimento

## J
- Just in time (JIT) Metodologie tese ad alleggerire al massimo le scorte di materie prime e di semilavorati necessari alla produzione.

## K
- Kaizen
- Kanban
- Kaufsystem
- Keiretsu
- Know-how

## L
- Lavoro (economia)
- Legge finanziaria è, insieme a quella di bilancio, il principale documento giuridico previsto dall'ordinamento della Repubblica italiana per regolare la vita economica del Paese.
- Lemma di Shephard
- Lettera il prezzo più basso a cui un venditore è disposto a vendere un titolo.
- Lettera di credito
- Leva finanziaria
- Leva operativa
- Leveraged BuyOut (LBO)
- Liberismo
- Liquidità
- Logistica
- Lordo

## M
- Macroeconomia
- Margine Operativo Lordo (MOL)
- Margine Operativo Netto (MON)
- Market maker
- Marketing
  - Marketing mix
- Microeconomia
- Microfinanza
  - Microcredito
  - Micropagamento
  - Banca dei poveri
- Mercantilismo una politica economica che prevalse in Europa dal XVI al XVIII secolo, basata sul concetto che la potenza di una nazione sia accresciuta dalla prevalenza delle esportazioni sulle importazioni
- Mercato
  - Mercato finanziario
    - Mercato ad asta
    - Mercato cash
    - Mercato derivato
    - Mercato fisico
    - Mercato over the counter
    - Mercato privato
    - Mercato primario
    - Mercato pubblico
    - Mercato regolamentato
    - Mercato rialzista e mercato ribassista
    - Mercato secondario
    - Mercato telematico
- Metodo della scomposizione dei parametri per il calcolo dei risultati non direttamente economici dell'attività d'impresa
- Minusvalenza
- Mission
- Modello autoregressivo vettoriale
- Modello di Black-Scholes-Merton
- Modello di Solow
- Moneta
- Monopolio
  - Monopolio naturale

## N
- Negoziazione continua
- Network Information System (NIS)
- Nazionalizzazione

## O
- Obbligazione
  - Obbligazione convertibile: è un'obbligazione il cui rimborso può avvenire, a discrezione del sottoscrittore, attraverso la consegna di titoli di altra specie e di uguale valore, in genere azioni.
  - Obbligazione zero-coupon: è un'obbligazione il cui rendimento è calcolato come differenza tra la somma che il sottoscrittore riceve alla scadenza e la somma che versa al momento della sottoscrizione.
- Oligopolio
- Offerta pubblica di acquisto (OPA)
- Onde di Kondratiev definiscono i cicli lunghi dell'economia
- Operations
- Opzione
  - Delta (opzioni)
  - Gamma (opzioni)
  - Greche
  - Opzione americana opzione che fornisce al suo compratore il diritto (ma non l'obbligo) di comprare (opzione call) o vendere (opzione put) ad un prezzo prefissato (detto prezzo d'esercizio o prezzo strike)
  - Opzione call strumento derivato in base al quale l'acquirente dell'opzione acquista il diritto, ma non l'obbligo, di acquistare un titolo (detto sottostante) a un dato prezzo d'esercizio
  - Opzione europea
  - Opzione path dependent
  - Opzione put strumento derivato in base al quale l'acquirente dell'opzione acquista il diritto, ma non l'obbligo, di vendere un titolo (detto sottostante) a un dato prezzo d'esercizio
  - Vega (opzioni)
- Orizzonte temporale arco di tempo nel quale si valuta la bontà di un investimento
- Over the counter (OTC), vd. Mercato over the counter

## P
- Paradiso fiscale è uno Stato la cui normativa riguardante la fiscalità, il settore bancario e/o finanziario consente di attirare grandi masse di capitale grazie a condizioni particolarmente agevolate. Tipicamente, nei paradisi fiscali si riscontra un regime di tassazione molto basso o assente che rende conveniente stabilire in questi Paesi la sede di un'impresa (es. società offshore), oppure regole particolarmente rigide sul segreto bancario, che consentono di compiere transazioni coperte.
- Partita doppia
- Patrimonio
  - Patrimonio netto
- Pensione
- Perestrojka è il processo di trasformazione dall'economia pianificata all'economia di mercato avviata da Michail Gorbačëv nella seconda metà degli anni ottanta in Unione Sovietica
- Pluslavoro
- Plusvalore
- Plusvalenza
- Politica monetaria
- Portafoglio insieme di attività finanziarie, appartenenti a persone fisiche o giuridiche, in seguito a un investimento.
- POS
- Potere d'acquisto
- Pressione tributaria (o Pressione fiscale)
- Prezzature delle opzioni
- Prezzo
- Private equity strumento di finanziamento mediante il quale un investitore apporta nuovi capitali all'interno di una società (target), generalmente non quotata in borsa, che presenta un'elevata capacità di generare flussi di cassa costanti e altamente prevedibili
  - Seed capital o angel investing
  - Venture capital
  - Development capital
  - Management buyout e management buyin (o MBO e MBI)
  - Special situation o fondi di turnaround
  - Leveraged buyout (o LBO)
  - Going private
  - Mezzanine capital finanziamenti con vincolo di subordinazione nel rimborso rispetto al normale debito bancario
  - Fondi di private equity
- Privatizzazione
- Problema della trasformazione dei valori in prezzi di produzione
- Prodotto interno lordo (PIL)
- Profitto
- Progresso tecnico
- Put, vd. Opzione put

## Q
- Qualità

## R
- Rapporto prezzo-utili (PE Ratio)
- Rata
- Rating
- Regolamento processo in base al quale viene data attuazione ad un contratto stipulato su un mercato
- Regressione lineare
- Rendimenti di scala
- Resistenza
- Responsabilità sociale d'impresa
- Retribuzione
- Rischio
- Risk-free interest rate, vd. Tasso d'interesse privo di rischio
- Risk management
- Risorse umane
- Risparmio
- ROD (Return On Debts) o costo del capitale di debito
- ROE (Return On Equity)
- ROI (Return On Investments) - ritorno degli investimenti
- ROS (Return On Sales)

## S
- Scala mobile
- Scienza delle finanze
- Sconto
- Signoraggio
- Sistema di Law: è un sistema monetario e finanziario realizzato in Francia durante la Reggenza da John Law con emissione senza limiti di carta-moneta.
- Sistema produttivo
- Socializzazione
- Sospensione (finanza)
- Sottoscorta: nell'ambito dell'economia aziendale, di un sistema informativo aziendale e nella gestione delle aziende la sottoscorta, la quantità minima di merci in magazzino sotto la quale si presume non si voglia scendere di quantità.
- Sottostante, vd. Strumento sottostante
- Spin-off
- Stagflazione
- Stolper-Samuelson, Teorema di
- Stakeholder
- Statalismo
- Strumento derivato
- Strumento sottostante
- Supply chain management (SCM)
- Supply-side economics
- Supporto
- Sussidiarietà
- Svalutazione
- Swap (finanza)
- Swaption

## T
- Tasso di attività
- Tasso di cambio
- Tasso di disoccupazione
- Tasso di occupazione
- Tasso annuo effettivo globale (TAEG)
- Tasso annuo nominale (TAN)
- Tasso d'inflazione è un indicatore della variazione relativa (nel tempo) del livello generale dei prezzi, e indica la variazione del potere d'acquisto della moneta
- Tasso d'interesse
- Tasso d'interesse nominale
- Tasso d'interesse reale
- Tasso interno di rendimento - indice di redditività finanziaria
- Tasso spot
- Tasso ufficiale di sconto è il tasso a cui la Banca centrale concede prestiti alle altre banche
- Tassonomia di Pavitt classificazione dei settori merceologici compiuta sulla base delle fonti e della natura delle opportunità tecnologiche e delle innovazioni, dell'intensità della ricerca e sviluppo (R&D intensity), e della tipologia dei flussi di conoscenza (knowledge).
- Teoria del valore
  - Teoria marxiana del valore
- Titolo spazzatura titolo obbligazionario dal rendimento elevato, ma caratterizzato da un alto rischio per l'investitore.
- Training aziendale
- Trading halt, vd. Sospensione (finanza)
- Transazione finanziaria operazione di compravendita di Strumenti finanziari: valute, Azioni, Obbligazioni, Titoli di Stato.
- trend
- Trendline

## U
- Underlying, vd. Strumento sottostante
- Utilità
- Ultrarendimento

## V
- Valore
  - Valore a rischio (value at risk)
  - Valore aggiunto
  - Valore azionario
  - Valore monetario
  - Valore nominale
- Valori (Core values)
- Valuta
- Valutazione delle imprese
- Valutazione degli investimenti
- Vantaggio competitivo
  - Vantaggio di costo
  - Vantaggio di differenziazione
- VAN Valore attuale netto è una metodologia tramite cui si definisce il valore attuale di una serie attesa di flussi di cassa non solo sommandoli contabilmente ma attualizzandoli sulla base del tasso di rendimento (costo opportunità dei mezzi propri).
- Vega (opzioni)
- Vendita allo scoperto operazione finanziaria consistente nella vendita di titoli non posseduti
- Visione (Vision)
- Volatilità: misura della correlazione tra la variazione del rendimento di un titolo rispetto al mercato di riferimento

## W
- Warrant (finanza): strumento finanziario, quotato in Borsa, consistente in un contratto a termine che conferisce la facoltà di sottoscrivere, l'acquisto (detti Warrant Call) o la vendita (detti Warrant Put)

## Z
- Zero-coupon, vd. Obbligazione zero-coupon